# Matrimonio igualitario en Maine
El matrimonio igualitario en el estado estadounidense de Maine, fue aprobado con el respaldo de la Cámara de Representantes, el Senado y el gobernador John Baldacci, convirtiéndose en el quinto estado en legalizarlo.
Sin embargo, la medida no llegó a entrar en vigor y fue revertida en un referendo realizado por presión de los grupos conservadores. En dicha consulta, el 53% de los ciudadanos del Estado rechazó la ampliación del derecho al matrimonio a las parejas formadas por personas del mismo sexo, frente a un 47% que se inclinó a favor. Exactamente fueron 300.848 votos contra 267.828. Los activistas a favor de la ley declararon que habían perdido la votación por la campaña de desinformación de sus oponentes.
Como resultado del referéndum la ley de uniones civiles de Maine, que reconocía algunos de los derechos del matrimonio igualitario, seguirá vigente. La ley que permite el matrimonio igualitario en el estado entró en vigor el 29 de diciembre de 2012, haciendo de Maine uno de los estados de Estados Unidos donde esta unión matrimonial es oficialmente legal.